# 可愛カナ
可愛 カナ（かわい かな、1988年7月10日 - ）は、日本のAV女優。趣味：ダンス。

## 略歴
2008年4月4日に『可愛カナ DEBUT! 』でディープス専属女優としてデビュー。
2009年以降新作のリリースが途絶えている。

## 作品

### アダルトビデオ
- 可愛カナ DEBUT! (2008年4月4日、ディープス)
- おねだり美乳 可愛カナ (2008年5月8日、ディープス)
- 可愛カナ コスプレ美乳 (2008年6月5日、ディープス)
- 可愛カナ 遠距離恋愛告白ピクニック (2008年7月4日、ディープス)
- 可愛カナ Fカップ美乳風俗嬢 (2008年8月7日、ディープス)
- 無制限 潮吹き絶頂アクメ!! 可愛カナ (2008年9月4日、ピュアネスプラネット)
- Deeps専属女優 全員集合  (2008年9月18日、ディープス)
- ついに解禁！初パイパン×初生中出し!!! (2008年10月9日、ピュアネスプラネット)
- キレイなカラダで抜きまくり×ゴックンしまくり (2008年11月6日、ピュアネスプラネット)
- 可愛カナ 濃厚ザーメン“美顔”ぶっかけ (2008年12月4日、ピュアネスプラネット)